# Albert Thellung
Albert Thellung, né le 12 mai 1881 et mort le 26 juin 1928, est un botaniste suisse.

## Biographie
Après des études de sciences naturelles à l’Université de Zurich dès 1900, Thellung obtient un diplôme de maître secondaire supérieur en 1904 puis soutient en 1905 sa thèse sur le genre Lepidium de la famille des crucifères. Devenu assistant de botanique aux Jardin et Musée botanique de Zurich (1906-1928), il livre en 1909 sa thèse d’habilitation sur la flore adventice de Montpellier. Il occupe la chaire de professeur de botanique à l’Université de Zurich dès 1921. Publiant à titre personnel de nombreuses études sur la nomenclature, les champignons, et l’origine des plantes de culture, il collabore également aux travaux sur la flore de Hans Schinz et Robert Keller, ainsi que de Gustav Hegi.
Le botaniste autrichien Otto Stapf nomme le genre de plante Thellungia de la famille des graminées, Poaceae, d'après lui et Otto Eugen Schulz, botaniste allemand, nomme le genre Thellungiella (famille Brassicaceae) en son honneur.
Albert Thellung contribue aux troisième (1909-1914) et quatrième (1923) éditions de  Flora der Schweiz par Schinz et Keller (en).

## Publications
- Gustav Hegi, Illustrierte Flora von Mittel-Europa, éd. Hans J. Conert et al., 2e éd. dès vol. 7 (1975).
- Albert Thellung, Die Gattung Lepidium (L) R. Br. : Eine monographische Studie, Zürich, éd. Zürcher & Furrer, 1906.
- Albert Thellung, La Flore adventice de Montpellier, Habilitations-schrift ... von Dr Albert Thellung,  Cherbourg : Impr. de É. Le Maout, 1912.
- Hans Schinz, Robert Keller, Albert Thellung, Flora der Schweiz, Zurich : Raustein, 1914.
- Hans Schinz, Robert Keller, Albert Thellung, Flora der Schweiz : zum Gebrauche auf Exkursionen, in Schulen und beim Selbstunterricht, Kritische Flora, Zürich : Verlag von Albert Raustein (vormals Meyer & Zellers Verlag), 1914.
- Albert Thellung, J Braun-Blanquet, Die Entstehung der Kulturpflanzen, Freising-München, F.P. Datterer, 1930.

## Galerie

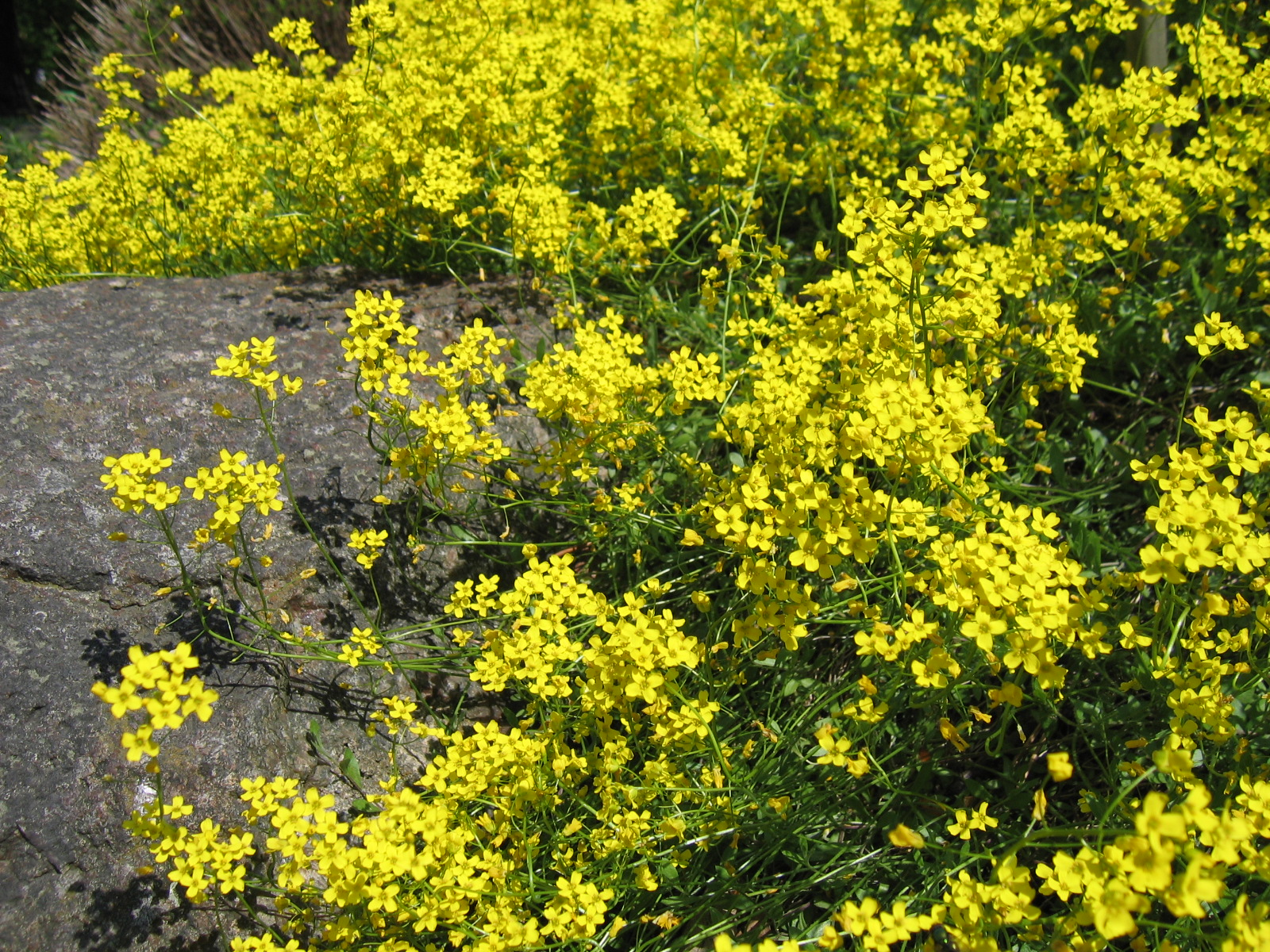
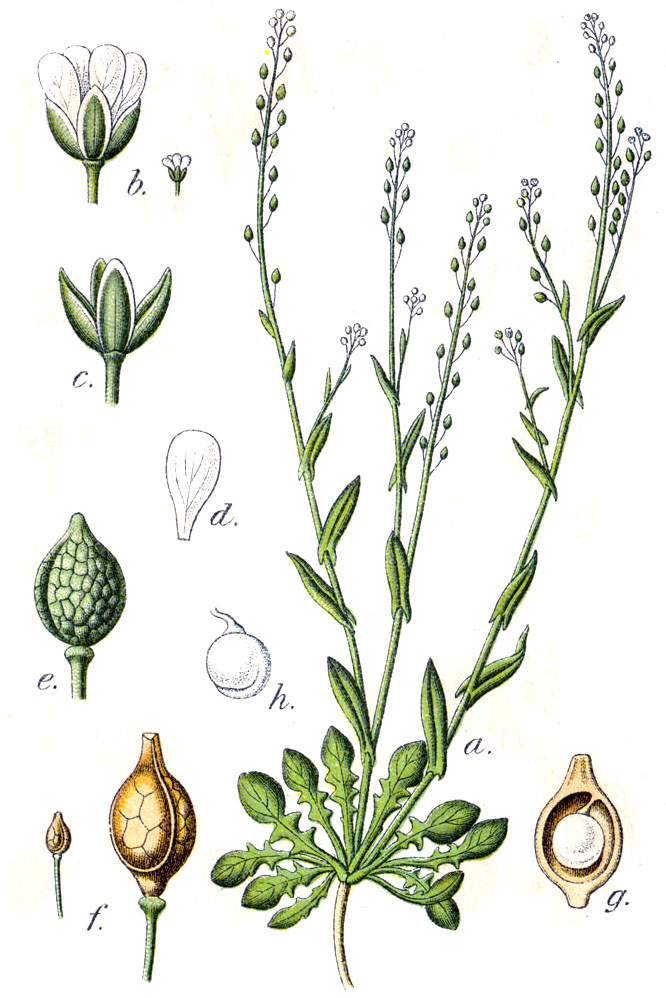
Crambe corvini